# Sparganothoides proselana
Sparganothoides proselana es una especie de lepidóptero del género Sparganothoides, tribu Sparganothini, familia Tortricidae. Fue descrita científicamente por Kruse & Powell en 2009.
Se distribuye por Costa Rica, en la ciudad portuaria de Puntarenas.